# Electrospinning
Electrospinning o electrohilado es una técnica para la fabricación de fibras, basada en un conjunto de conceptos electromagnéticos, como la carga electrostática, en donde una solución generalmente polimérica se ve inducida por este efecto, y da como resultado fibras de diversos tamaños, obteniendo así productos finos de unos cuantos nanómetros de espesor. Esta técnica comparte características del electrospray. En electrospinning es común hacer las soluciones a temperatura ambiente y a altos potenciales eléctricos (generalmente por arriba de 1 kV).

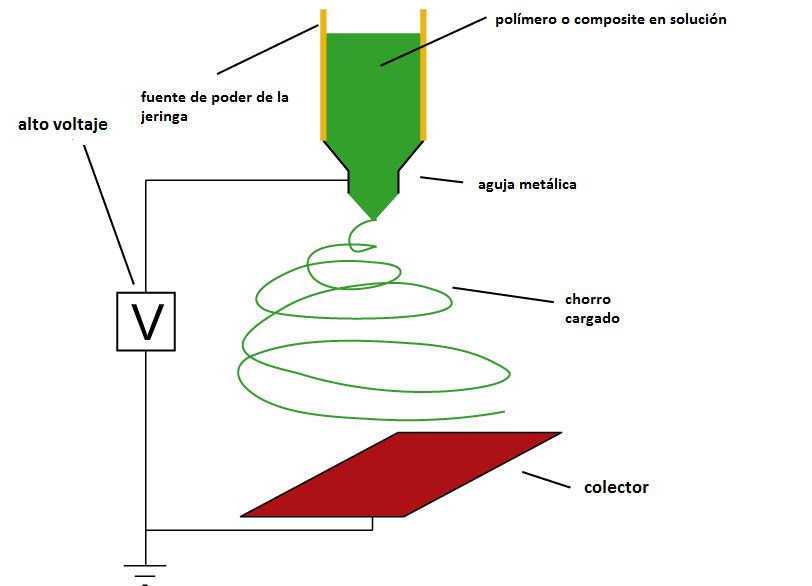
Configuración estándar de un sistema de electrospinning.

## Principios y funcionamiento
Cuando a la solución introducida dentro de la punta dispensadora de fibras (hilera) es inducida a un alto voltaje, la solución excedente saldrá en el extremo de la aguja en forma de menisco, el cual se cargará electricamente debido a las interacciones electrostáticas. La gota cargada presentará una repulsión electrostática, la cual en conjunto a la tensión superficial propia de la solución, hará que la gota se estire, generando una geometría cónica (Cono de Taylor), cuando las condiciones son adecuadas se llega a un punto crítico donde la gota permite un flujo constante de la sustancia dando como producto un hilo
Cuando el hilo se dirige hacia la placa colectora, este se seca gradualmente, donde el flujo de corriente sigue siendo lineal (óhmico), más adelante se genera un efecto de flujo de corriente convectivo por los procesos de migración de carga a medida que la solución se aleja de la punta. Por efecto del giro de la punta se genera un proceso de batido donde la fibra es finalmente depositada a la placa colectora, la cual funciona como la tierra del circuito.
|  |  |

## Factores que afectan las propiedades de las fibras
El tamaño, diámetro y cantidad de fibras formadas, quedan determinados por las siguientes variables:

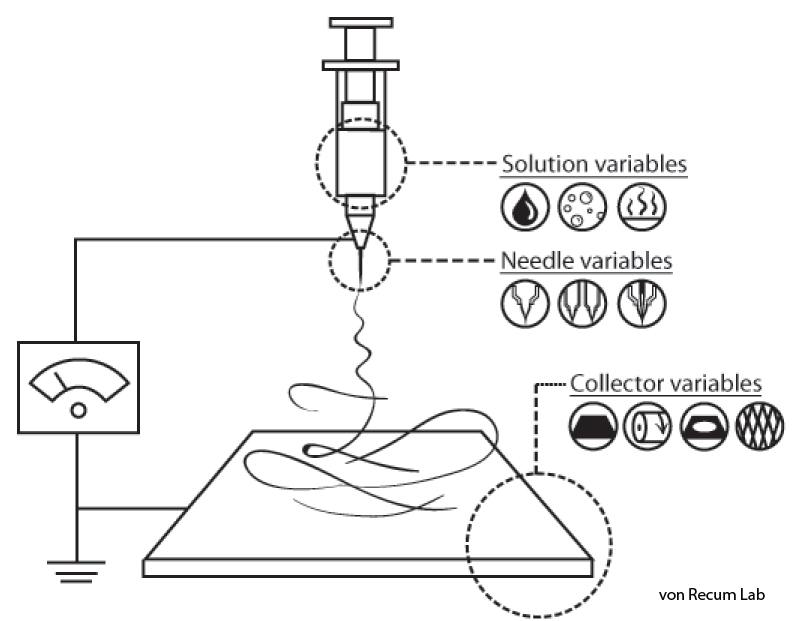
Parámetros para la formación de fibras

### Propiedades de la solución
- Naturaleza de la materia prima de la fibra (polímero, metal, compuestos, óxidos metálicos, etc.).
- Pesos moleculares, estructura química, polaridad de la molécula.
- Propiedades reológicas de la muestra (viscosidad, elasticidad, etc.).
- Concentración de la solución.

### Propiedades de la punta
- Potencial eléctrico aplicado al sistema.
- Distancia entre la punta y la placa colectora.
- Diámetro de la punta.
- Número de puntas usadas.

### Propiedades ambientales y del colector
- Condiciones ambientales (humedad, flujo de aire, temperatura).
- Forma y tamaño de la placa colectora.
- movimiento de la placa colectora.

## Historia
A finales del siglo XVI, William Gilbert, estableció una descripción del comportamiento del fenómeno electrostático y magnético cuando se dio cuenta de la diferencia entre el comportamiento ferromagnético que presentaban ciertas piedras encontradas naturalmente (magnetita) y comparándola con la fuerza electrostática que generaba el ámbar frotado. Cuando acercaba dicha pieza de ámbar cargada a una gota de agua, esta formaba una especie de cono y pequeñas gotas serían extraídas de la punta del cono originado, este fue el primer reporte del principio de la técnica de electrospinning documentado.

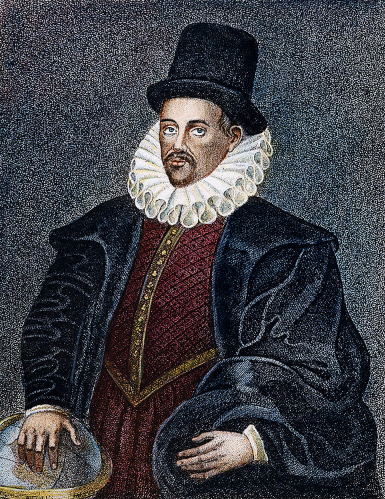
William Gilbert

La primera descripción de un proceso reconocible como electrospinning fue hecha en el año 1902, cuando J. F. Cooley presentó una patente en Estados Unidos titulada "Apparatus for electrically dispersing fibers" en la cual presentaba una manera práctica de generar hilos mediante altas fuentes de alimentación. El mismo texto describía que la sustancia de la cual se generarían los hilos debía contar con cierta viscosidad, tener un solvente lo suficientemente volátil como para permitir la generación del polímero sólido, y un rango de intensidad de campo eléctrico de operación. En noviembre de 1903 Cooley patenta el método eléctrico de dispersión de fluidos.
En 1914 John Zeleny publicó un estudio del comportamiento de las gotas de fluidos en el extremo de capilares metálicos, su trabajo inspiró a la creación de modelos matemáticos para explicar el comportamiento de fluidos bajo fuerzas electrostáticas. Así, entre 1964 y 1969, Sir Geoffrey Ingram Taylor consolidó las bases teóricas del electrospinning.
El trabajo de Taylor contribuyó al modelo matemático de la forma cónica formada por la gota del fluido bajo el efecto de un campo eléctrico; esta forma es conocida como cono de Taylor. Más tarde trabajó con J. R. Melcher para desarrollar el "modelo dieléctrico de fugas" para fluidos conductores.
A la par del trabajo que presentaron Zeleny y Taylor, surgió una secuencia de patentes, en el mismo año que Cooley mostró su dispositivo, W. J. Morton presentó un patente de un dispositivo similar pero de bajo rendimiento. Procesos de Melt spinning y de asistencia por chorro de aire fueron propuestas por C. L. Norton, después entre los años 1934 y 1944 Anton Formhals publicó una serie de informes de máquinas de alto rendimiento con alimentación de presión constante para producir fibras continuas con fines de maquinaria textil estándar.
En 1995 se redescubrió el electrospinning, pues J. Doshi y D. H. Reneker se encontraban estudiando la técnica y se dieron cuenta de que con ella se podían fabricar fibras de tamaños nanómetricos, lo cual abría un tema de aplicaciones potenciales nuevas para una fuente de nanomateriales y nanoestructuras. Desde entonces, el número de publicaciones acerca de electrospinning ha crecido de manera exponencial cada año.
Desde el año 1995 ha habido muchos desarrollos teóricos de los mecanismos de formación con el proceso de electrospinning. Reznick y sus colaboradores describieron una investigación extensa con respecto a la forma del cono de Taylor y la subsecuente expulsión del hilo del fluido. Hohman y sus colaboradores investigaron el crecimiento relativo de las numerosas inestabilidades propuestas en un chorro eléctricamente forzado.

## Aplicaciones y usos

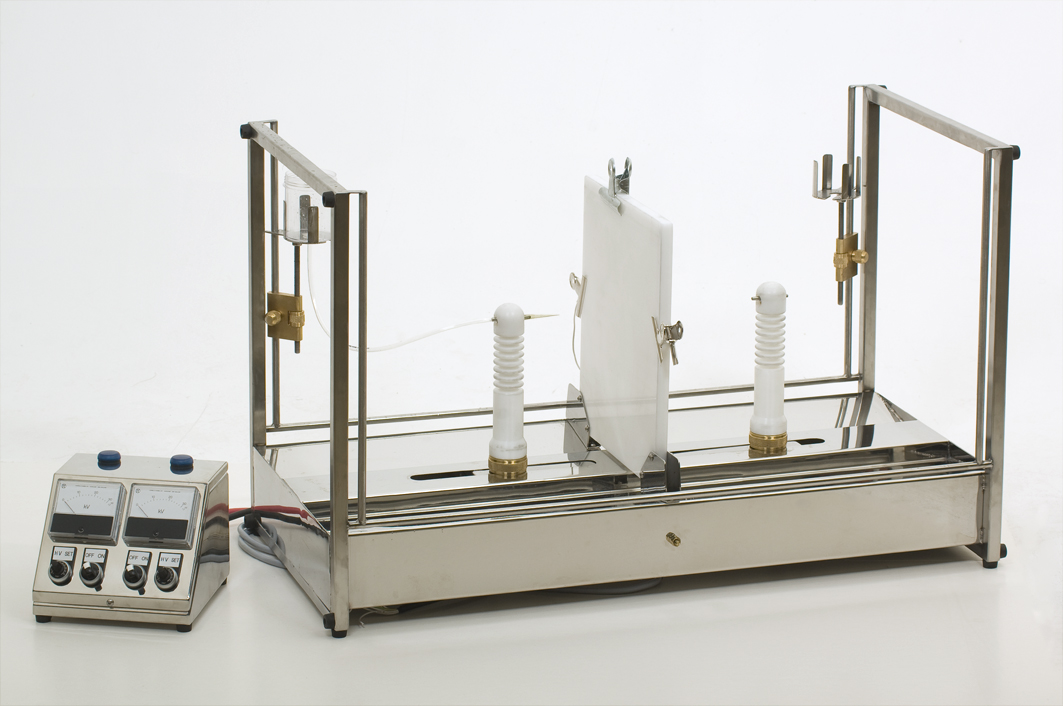
Una máquina de electrohilado de laboratorio tipo Doris de Electrospinz Ltd.

Los intereses que pueden surgir del método de electrospinning y sus aplicaciones en el mundo real dependen de tres aspectos en el proceso.
El tamaño: si la fibra tiene un tamaño a nivel nanométrico, o si tiene una textura superficial a nanoescala, llevando a diferentes modos de interacción con otros materiales nanométricos.
La estructura: debido a la alta relación que tiene el arrastre, se espera que las fibras producidas tengan una estructura molecular orientada, con un mínimo de defectos, y por lo tanto se aproximará a la fuerza máxima neta teórica. 
Relación área superficial a volumen: las fibras producidas tendrán inevitablemente una alta área superficial y una razón de volumen subsecuente. Lo cual da lugar a diversas aplicaciones conjuntas con dichas características, como filtrado, matrices celulares, substratos catalíticos, composites ultra-fuertes, textiles funcionales, encapsulación de drogas, apósitos, y cánulas para abrir venas obstruidas.

### Nanomateriales
En el área de nanomateriales cuando un material está constituido por estructuras a nanoescala o por nanopartículas u nanofibras, presenta interacciones y características que varían drásticamente del material sin modificaciones de este tipo. Principalmente para sistemas vivos, la nanoescala cobra una gran importancia, pues es a esta escala donde se dan a cabo diversos procesos celulares, es por eso que han surgido ramas de la nanotecnología como la ingeniería de tejidos donde el principal área de desarrollo es la interacción de nanomateriales con el tejido vivo y las células, para poder regenerar con mayor rapidez una herida.

### Fibras de alta resistencia
Durante el proceso de fabricación de fibras, el material sufre relativamente un gran esfuerzo mecánico específicamente un estiramiento, se espera que con este estiramiento y al diámetro cercano al nivel molecular de dichas estructuras, las moléculas del polímero estarán muy alineadas con poco margen de defectos en la estructura, en general, cuanto más fina es la fibra, esta se acercará más a su fuerza máxima teórica. Por dicha conjetura, sus altas resistencias mecánicas hacen que sea posible ocupar las fibras para combinarlas con otros materiales como asfaltos o concretos y así mejorar sus propiedades mecánicas.

### Área superficial y volumen
Dado que las fibras producidas cuentan con una forma definida de cilindro, medir su volumen y área no presenta una dificultad mayor, ya que midiendo una sola fibra con las diversas técnicas de microscopía electrónica, se puede estimar un promedio tanto de radios como de longitudes de fibras, ya que el proceso suele generar fibras muy controladas en ese aspecto. Todo proceso donde exista una dependencia del área superficial tales como en la filtración activa, la catálisis, las interacciones fibra-matriz, e inclusive en diversos tipos de sensores químicos, se verán beneficiado en la incorporación de nanofibras al proceso.

### Aplicaciones médicas
Los productos dirigidos al mercado médico pueden ser productos de alto valor agregado, con pequeños volúmenes de producción, por lo tanto la medicina ha sido un blanco para el desarrollo de productos de la aplicación de electrospinning. Por ahora esto ha sido un punto a favor del electrospinning, debido al rendimiento y producción que puede generar un instrumento común de esta técnica. 
Las aplicaciones médicas de fibras, en general, se dividen en 2 tipos, las aplicaciones consumibles directamente por el paciente, tales como apósitos, y administración de fármacos; y consumibles por procedimientos, tales como andamios de tejidos. Las fibras de electrospinning pueden ser modificadas con factores de crecimiento u otras biomoléculas mediante técnicas de emulsión o electrohilado coaxial.

### Aplicaciones en los materiales
La técnica de electrospinning fue introducida originalmente motivada por la fabricación textil, pero se han presentado diversos aplicaciones potenciales, como la manufactura de nanocompuestos. Los nanocompuestos, podrían tener ciertas ventajas tales como la habilidad de producir materiales fibrosos con un amplio rango de diámetros o texturas superficiales, permitiendo el desarrollo de interacciones de matrices fibrosas maximizando exponencialmente las propiedades del compuesto en su estado macroscópico.

### Aplicaciones electrónicas y energéticas
Las fibras tienen un potencial en la fabricación de baterías poliméricas y de litio. De igual manera con la fabricación de baterías de este tipo se podría aprovechar las propiedades mecánicas para la fabricación de baterías flexibles.